# Joel McHale
Joel Edward McHale, född 20 november 1971 i Rom i Italien, är en amerikansk skådespelare och ståuppkomiker. Han har bland annat varit programledare för The Soup på E! och gjort rollen som Jeff Winger i komediserien Community.

## Filmografi i urval
- 2004 – Spider-Man 2
- 2004–2015 – The Soup (TV-serie)
- 2005 – Lords of Dogtown
- 2008 – Boog & Elliot 2 – Vilda vänner mot husdjuren (röst)
- 2009–2015 – Community (TV-serie)
- 2011 – What's Your Number?
- 2011 – Spy Kids 4D
- 2012 – Ted
- 2014 – Blended
- 2014 – Deliver Us from Evil
- 2019 – Trubbel (röst)
- 2022–2024 – The Bear (TV-serie)
- 2026 – Scream 7